# Нкала
Нкала — мифический краб, убивающий людей, пожирая их тени и используемый замбийскими колдунами.

## Описание
Нкала достигает 4 футов в длину и 3, 5 футов в ширину. Нкала имеет голову спереди и голову сзади, а по форме эти головы подобны головам гиппопотамов, около глаз есть бугорки. Обе головы поедают тени людей, а люди от этого умирают. Чтобы убить нкалу, надо положить остатки другой нкалы в рог дукера, запечатать этот рог воском, а в другой рог свистнуть для привлечения нкалы, а после этого его/её расстреливают.